# 런던의 왕립공원

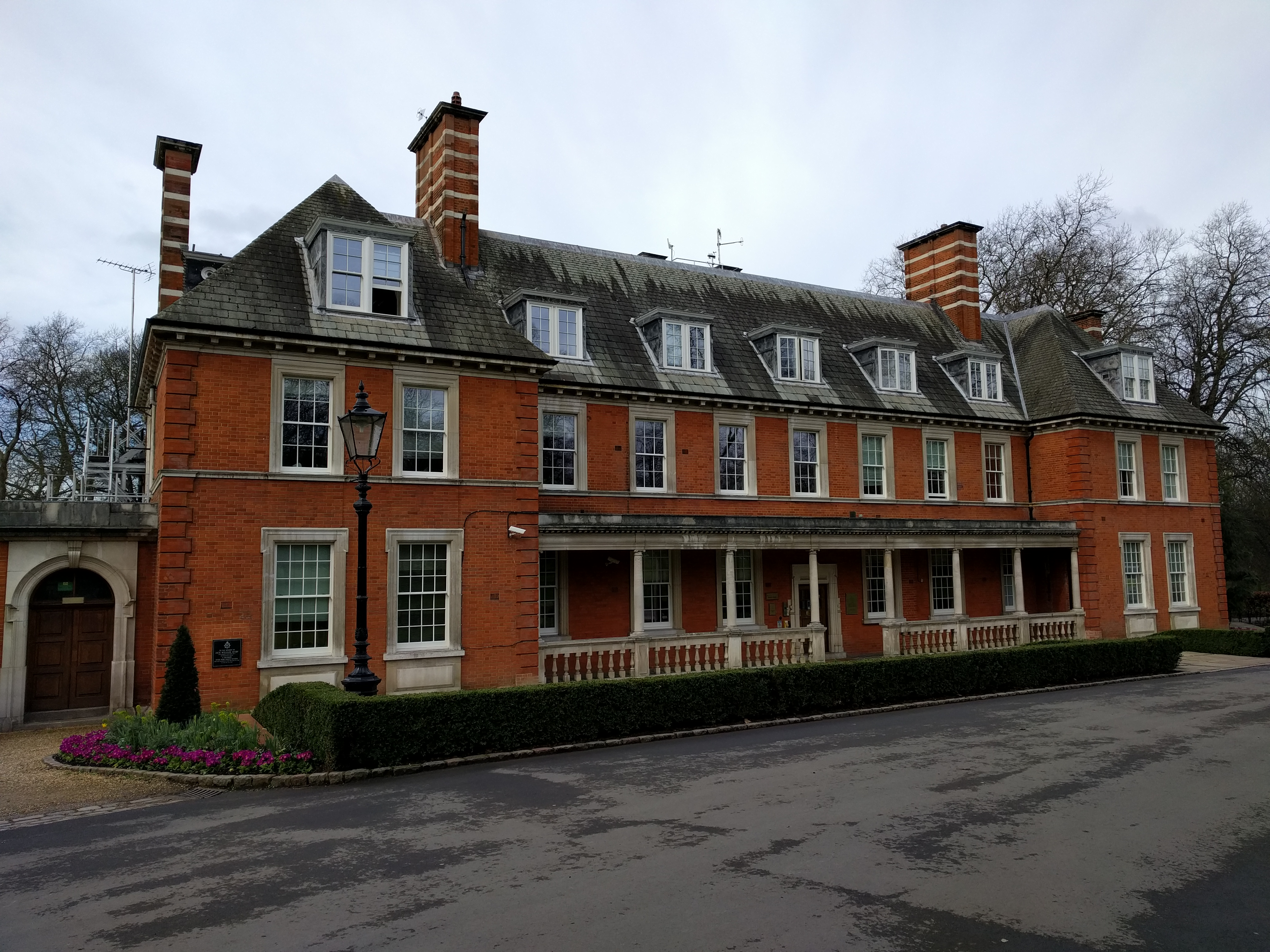

런던에는 왕립공원이 여러개 있다.

## 목록
- 부시 파크
- 그린 파크
- 그리니치 파크
- 하이드 파크
- 켄징턴 가든스
- 리젠츠 파크
- 리치먼드 파크
- 세인트 제임시즈 공원